# البطولة المغربية للرغبي
البطولة المغربية للرغبي تجمع احسن الفرق المغربية في رياضة الرغبي, تنضمها الفدرالية الملكية المغربية للرغبي.

## القسم الأول

شعار الجامعة المغربية للرجبي

- الفتح الرباطي.(FUS)
- المبيك خريبكة. (OCK)
- مولودية وجدة (MCO)
- المبيك اسفي (osc)
- بن مسيك سيدي عثمان (ramo)
- الاتحادالفاس (waf)
- المبيك الدار البيضاء
- نادي الراسينغ الجامعي
- وداد قلعة السراغنه
- مسنين ولماس اطلس

الاتحاد الرياي الوجدي (USO)

## القسم الثاني
- ا س تازة
- مراكش RC
- الجمعية الرياضية جرادة للرغبي ASJR
- التقدم الرباط
- الشبيبة الرياضي اسفي
- ا س الناظور
- CUSER
- CCZS
- N.F.R (النصر الرياضي الفاسي للريكبي)